# Josef Wilhelm Wallander

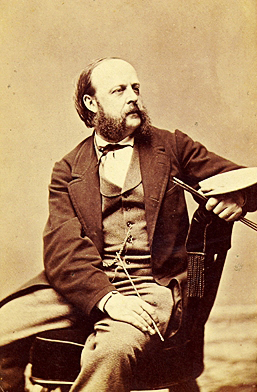
Josef Wilhelm Wallander, Porträtfoto

Josef Wilhelm Wallander, auch Vilhelm Wallander oder Joseph Wilhelm Wallander (* 15. Mai 1821 in Stockholm; † 6. Februar 1888 ebenda), war ein schwedischer Historien-, Genre- und Porträtmaler, Lithograf und Karikaturist der Düsseldorfer Schule.

## Leben

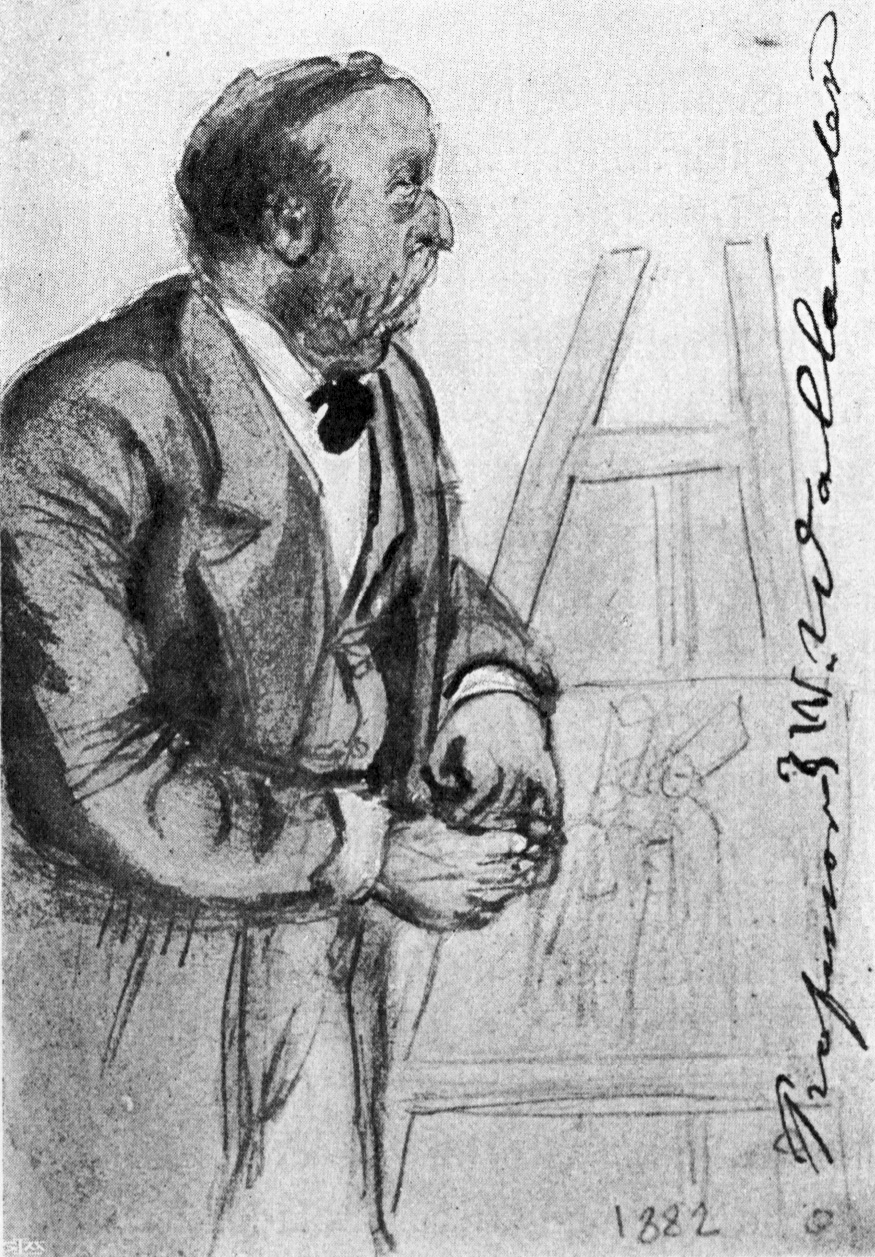
Josef Wilhelm Wallander, Karikatur von Fritz von Dardel, 1882

Wallander, Sohn des Stockholmer Malermeisters Per Emanuel Wallander und dessen Ehefrau Maria Sofia Lundberg, begann seine höhere Schullaufbahn mit einem Studium der Architektur. Außerdem praktizierte er als Mauer. Bald schrieb er sich jedoch für ein Kunststudium an der Königlichen Kunstakademie Stockholm ein. Gefördert durch den schwedischen Adeligen und Mäzen Gustav Trolle-Bonde (1773–1853) fertigte er auf Schloss Säfstaholm mehrere Zeichnungen und Aquarelle vom Schloss und seiner Umgebung. In dieser Zeit (1849–1852) entstand unter dem Titel Markt in Vingåker auch sein erstes bedeutendes Ölgemälde. In den Jahren 1853 bis 1862 hielt er sich – mit Unterbrechungen durch Studienreisen nach Paris und Italien – in Düsseldorf auf. Dort nahm er Privatunterricht durch den Maler Rudolf Jordan, der ihn in seinem Interesse für die folkloristisch-volkskundliche Genremalerei förderte. Von 1855 bis 1861/1862 war Wallander Mitglied des Düsseldorfer Künstlervereins Malkasten, des gesellschaftlichen Zentrums einer internationalen, insbesondere auch skandinavischen Künstlerkolonie am Rhein, in der sich damals unter anderem Alfred Wahlberg, Vincent Stoltenberg Lerche, August Malmström, Christian Fredrik Ytteborg, Knud Bergslien, Sophus Jacobsen, Hans Dahl und Morten Müller aufhielten. Auf der Malkastenbühne beteiligte er sich neben Marcus Larson, Wilhelm Koller, Alfred Dumont, Henry Lot und Charles Wimar an der international zusammengesetzten Aufführung des Stückes Pannemann’s Traum. Auch an Künstlerfesten, die in der Fahnenburg des Juristen und Schriftstellers Anton Fahne stattfanden, nahm er teil. Anschließend kehrte Wallander in seine Vaterstadt zurück, wo er zunächst assoziiertes Mitglied, später Vollmitglied der Königlichen Kunstakademie wurde. In den Jahren 1867 bis 1886 bekleidete er dort als ordentlicher Professor ein Lehramt.

## Werke (Auswahl)

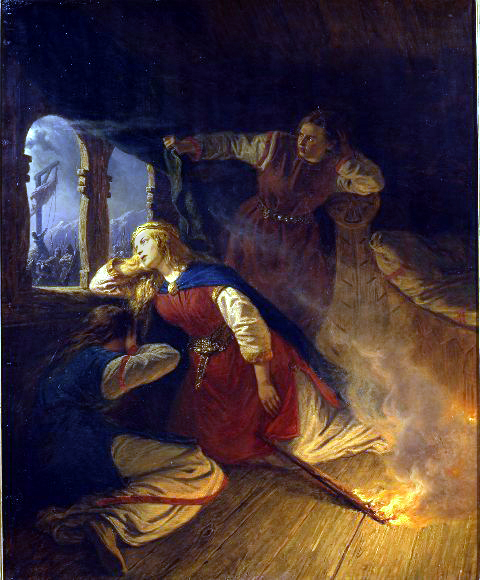
Signild bränner sig inne i sin jungfrubur (Signild und Hagbard), 1861

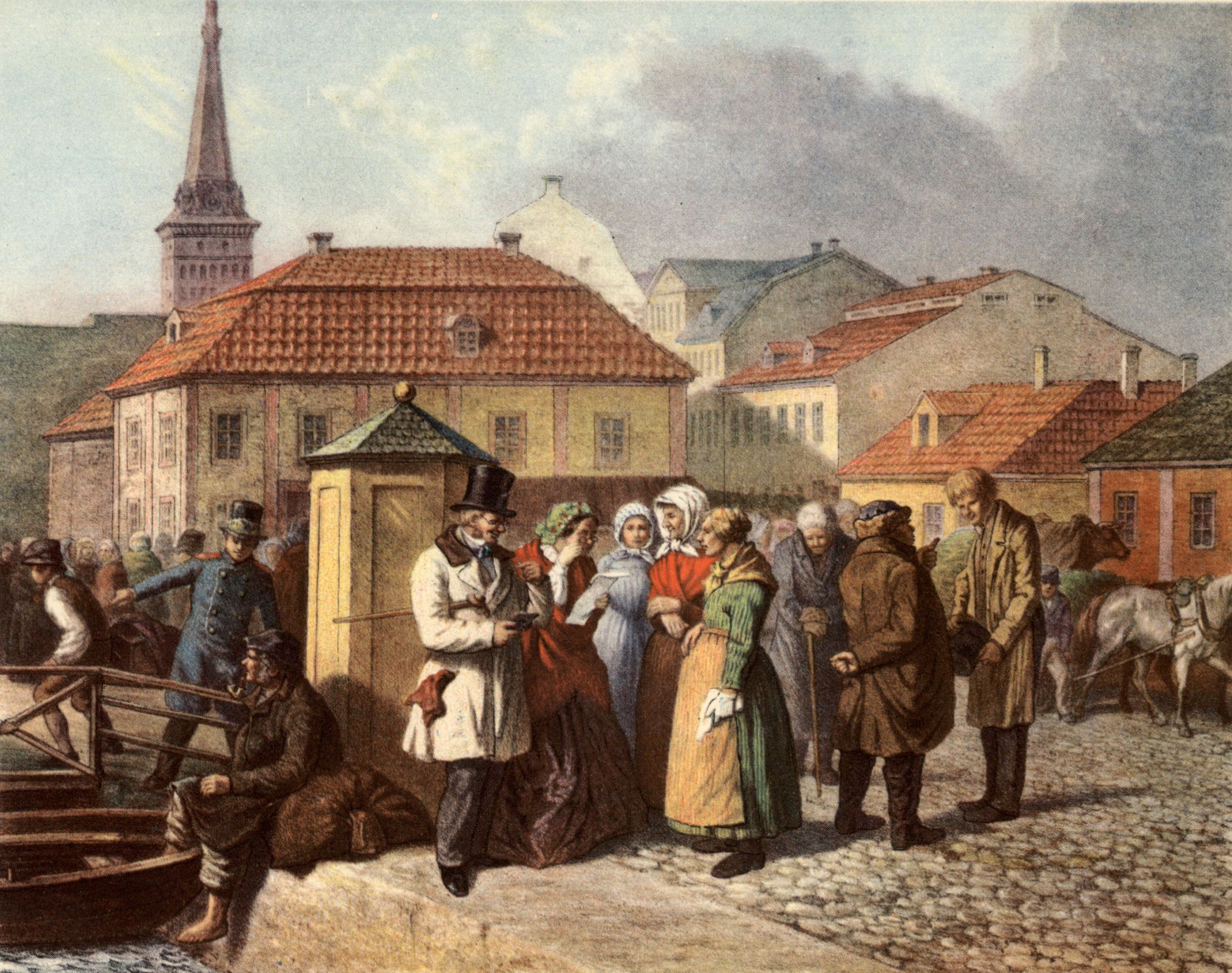
Folkmarknad i Västerås (Markt in Västerås), Farblithografie nach einem Ölbild, 1865

- Marknad i Vingåker (Markt in Vingåker), 1852, nach einer Skizze von 1849
- En söndagsafton i Kleinbremen (Ein Sonntagabend in Kleinbremen)
- Politiserande bönder
- Kaffesystrarna
- Den gamle kurtisören
- Vikingen, 1853
- Humleskörd i Österåker, 1856
- Bröllopsdans i Vingåker, 1857
- Blomsterplockerskor, 1858
- Svenska folket sådant det ännu lefver vid elfvom på berg och i dalom (Das schwedische Volk, wie es noch immer lebt an den Flüssen, in den Bergen und Tälern), Bilderserie, 1858 gemalt, 1864/1865 herausgegeben als lithografische Tafelbilder im Verlag von Albert Bonnier[4]
- Björnjakt, 1861 (Gemeinschaftsarbeit mit Alfred Wahlberg)
- Movits i klämma, 1857
- Konserten på Tre Byttor, 1861
- Ulla Vinblad dansar menuett, 1861
- Signild bränner sig inne i sin jungfrubur (Signild und Hagbard), 1861
- Klosterrofvet, 1863
- Beväringsgossar i Dalarna, 1864
- Bruden kommer, 1865
- Folkmarknad i Västerås (Markt in Västerås), Farblithografie nach einem Ölbild, 1865
- Besök i en stångjärnshammare, 1866
- Auktion på en gammal herrgård, 1866
- Väfva vadmal, 1875
- Vaktparaden, 1878
- Öfverrumpling, 1878
- Skogsbrand, 1881
- Judeförföljelse, 1885